# Collada del Gorg Negre
La Collada del Gorg Negre és una collada situada a 2.143,8 metres d'altitud al límit dels termes comunals de Noedes i d'Oleta i Èvol, tots dos de la comarca del Conflent, a la Catalunya del Nord.
És un coll de muntanya situat al sud del circ de muntanyes que allotja els Estanys de Noedes, el Gorg Blau i el Gorg Estelat. Hi passen els corriols de muntanya que enllacen els dos estanys esmentats amb el tercer cantat per Jacint Verdaguer en el Cant XII del Canigó, el Gorg Negre.